# Sam Fell
Samuel Jason Fell (Sheppey, 22 novembre 1965) è un regista e sceneggiatore britannico, attivo nel campo dell'animazione.

## Carriera
Ha ottenuto la candidatura ai Premi Oscar 2013 nella categoria miglior film d'animazione (condiviso con Chris Butler) per ParaNorman.
Nel 2007 e nel 2013 ha ottenuto la candidatura ai Premi BAFTA sempre nella categoria "film d'animazione".

## Filmografia

### Regista
- Giù per il tubo (Flushed Away) (2006)
- Le avventure del topino Despereaux (The Tale of Despereaux) (2008)
- ParaNorman (2012)
- Galline in fuga - L'alba dei nugget (Chicken Run: Dawn of the Nugget) (2023)